# John Tong Hon
John Tong Hon (nascut a Hong Kong el 31 de juliol de 1939) és un cardenal de l'Església Catòlica. Nomenat pel Papa Benet XVI, Tong Hon és l'arxiprest titular de l'església de Regina Apostolorum de Roma.

## Biografia
De jove, Tong Hon passà 10 anys vivint a Huadu, Guangzhou, abans de tornar a Hong Kong. Aconseguí una grau de mestre en filosofia de la Universitat Xinesa de Hong Kong abans d'anar a fer estudis doctorals a la Pontifícia Universitat Urbaniana. Va ser ordenat prevere el 9 de desembre de 1966. El 13 de setembre de 1996 va ser nomenat bisbe auxiliar de Hong Kong. Va ser nomenat per la Congregació per a l'Evangelització dels Pobles el 2003, després de 24 anys de servei al seu Centre d'Estudis de l'Esperit Sant de Hong Kong. Al març del 2005 viatjà fins a Guangzhou en viatge oficial com a representant del papa, juntament amb altres líders religiosos de Hong Kong, on van ser rebuts per Zhu Zhenzhong, president del comitè polític consultiu municipal.
El 30 de gener de 2008, el Papa Benet XVI el promogué a bisbe coadjutor de Hong Kong. Havia estat nomenat pel càrrec per seguir la línia de la tasca de Zen des de 2006, tot i que afirmà que se sentia nerviós pel fet d'ocupar el càrrec. Assumí la seu de Hong Kong el 15 d'abril de 2009 en retirar-se Joseph Zen.
El 2010, durant el seu missatge de Nadal, el bisbe Tong Hong demanà al govern xinès que alliberés Liu Xiaobo, a l'activista Zhao Lianhai i a tots aquells que estaven empresonats per promoure els drets humans. També urgí a Beijing a alliberés tots els clergues de l'Església clandestina que estaven empresonats per demanar una major llibertat religiosa a la Xina. Al seu missatge expressà quatre somnis o aspiracions que tenia pel futur de la seva diòcesi: evangelització, vocacions, l'Església Universal i actuar com a pont amb el continent.
El 18 de febrer de 2012 va ser creat Cardenal prevere de la Regina Apostolorum. El març de 2012 el cardenal Tong Hon digué que la diòcesi de Hong Kong prendria el paper d'"Església Pont", i que l'Església local ajudava l'Església continental a tenir una millor formació, reconciliar-se entre ells i assolir la total comunió amb el Sant Pare i l'Església Universal. Va demanar pregar per la «reobertura del diàleg entre Xina i el Vaticà» i per «la gràcia atorgada als excomunicats, de manera que es puguin reconciliar amb la nostre Església i que les ferides de la nostra Església puguin cicatritzar». El cardenal Tong Hon digué que confiava en que «si els catòlics xinesos tinguessin una absoluta llibertat de creença i activitats religioses, no només podrien contribuir millor al benestar de la societat, sinó que també podrien fer que la seva Pàtria tingués una millor reputació a la comunitat internacional.» Davant la seva elevació, afegí que «em sento inadequat i agraït» i que el nomenament era tant «un honor i una responsabilitat».
El 21 d'abril de 2012 el cardenal Tong Hon va ser nomenat membre de la Congregació per a l'Evangelització dels Pobles i del Consell Pontifici per al Diàleg Interreligiós. El 30 de novembre de 2013, el cardenal Tong Hon va ser nomenat membre de la Congregació per a l'Educació Catòlica pel Papa Francesc.
El 8 de març el Papa Francesc el nomenà per servir com a membre del Consell Pontifici per Afers Econòmics, que supervisa la tasca del nou Secretariat per l'Economia, una agència que tindrà autoritat reguladora financera sobre tots els departaments de la Cúria Pontifícia.